# Hachmi Bibi
 (septembre 2017).
Si vous disposez d'ouvrages ou d'articles de référence ou si vous connaissez des sites web de qualité traitant du thème abordé ici, merci de compléter l'article en donnant les références utiles à sa vérifiabilité et en les liant à la section « Notes et références ».
Hachmi Bibi ou Hachemi Bibi (arabe : الهاشمي بيبي), né le 16 mars 1935 à Mahrès et mort le 18 août 2017, est un homme politique tunisien.

## Biographie
Il est titulaire d'un diplôme en langue et littérature arabes de l'université Zitouna en 1961 et d'un diplôme d'études supérieures en littérature moderne de l'université de Tunis en 1964. Il est ensuite professeur d'arabe de 1964 à 1974 puis directeur des lycées de Hammamet et Mahrès de 1982 à 1991.
Il occupe également plusieurs responsabilités politiques. Il devient membre de l'Union nationale des étudiants destouriens en 1954. Par la suite, il est élu maire de la ville de Mahrès en 1975 puis député dans la première circonscription de Sfax pour la Ve législature du parlement tunisien en 1979 avant d'occuper la fonction de secrétaire général de l'organisation du Rassemblement constitutionnel démocratique (RCD) à Mahrès en 1987. Il est également élu président du bureau local de l'éducation et de la famille et président de la cellule du RCD de Mahrès-Ouest dont il est le fondateur.
Il reçoit la distinction de la République[Laquelle ?] au cours de son mandat parlementaire et la distinction du travail[Laquelle ?] à l'époque où il dirige le lycée d'Hammamet. Il est par ailleurs l'un des membres fondateurs de l'association du Festival international des arts plastiques de Mahrès en 1988.

## Publications
- Hachmi Bibi, Mahares. Site stratégique, civilisation et arts, Tunis, 2002[réf. incomplète]
- Hachmi Bibi, L'art oratoire, Tunis[réf. incomplète]